# Новий (Красногорський район)
Новий (рос. Новый) — селище у Красногорському районі Московської області Російської Федерації.

## Розташування
Селище Ільїнське входить до складу сільського поселення Ільїнське. Найближчі населені пункти Воронки, Михалково.

## Населення
Станом на 2010 рік у селі проживало 1756 людей.